# Брестов на Лаборецу
Брестов на Лаборецу (слч. Brestov nad Laborcom) насељено је мјесто са административним статусом сеоске општине (слч. obec) у округу Медзилаборце, у Прешовском крају, Словачка Република.

## Становништво
| Година:    | 1994. | 2004.    | 2014.    | 2024.    |
| ---------- | ----- | -------- | -------- | -------- |
| Број људи: | 90    | 68       | 105      | 130      |
| Разлика:   |       | -24,44 % | +54,41 % | +23,80 % |

| Година:    | 2023. | 2024.   |
| ---------- | ----- | ------- |
| Број људи: | 127   | 130     |
| Разлика:   |       | +2,36 % |

Према подацима о броју становника из 2024. године насеље је имало 130 становника.